# Илушума
Илушума (букв. «Потомок бога») — правитель города Ашшура в конце XX — начале XIX веков до н. э.
Сын Шаллим-аххе. Он был первым исторически засвидетельствованным правителем Ашшура. Он не носил царского титула; в качестве жреца-правителя он назывался ишши’аккум (транскрипция шумерского энси[ак]), а в качестве главы городского совета (?) назывался укуллум или ваклум.
Он известен из ассирийского царского списка и надписи, которая была найдена в старом храме Иштар в Ашшуре. Эта оставленная им короткая надпись на известковой доске гласит: «Илушума, ишши’аккум города Ашшура, ради (богини) Иштар, госпожи своей, (и) за жизнь свою построил храм; старую стену, пошатнувшуюся (?), восстановил; для (граждан) города моего я распределил дома (вероятно, в связи со сносом части застройки при возведении храма). (Далее речь идет об открытии двух новых источников на горе Эби и подводе их воды в город); освобождение (слово андурарум означает отнюдь не политическое освобождение из-под чьей-то власти, а освобождение от долгов, пошлин и т. п.) аккадцев, а также сынов их я установил, медь их я очистил; от Мидру (переводится как „болото, лагуна“, возможно лагуна Персидского залива), от Ура, Ниппура, Авала (Хавалум, по-видимому, на перевале через Загрос, который вёл к зависимой от Ашшура и близкой к нему Арбеле), Кисмара (отождествляется с Хашмаром — „Соколиным перевалом“, то есть перевала над долиной Диялы), Дера до Города (то есть Ашшура) — я установил их освобождение».
Если правильно предположительное толкование этой его не вполне понятной надписи, Илушума построил в Ашшуре храм богине Иштар (о постройке храма Иштар во времена Илушумы говорит и надпись позднейшего ассирийского царя Тукульти-Нинурты I), восстановил разрушившуюся городскую стену, снабдил город водой и освободил от ввозных пошлин товары из упоминаемых городов. Иначе говоря, «сыны аккадцев», то есть граждане аккадских городов, находившиеся в качестве торговых агентов или представителей своих торговых сообществ на всех главных дорогах, и, прежде всего, дорогах, ведущих на юг, в Нижнюю Месопотамию и через горы Загроса, были допущены Илушумой к беспошлинной торговле медью; взамен Ашшур мог, как засвидетельствовано и впоследствии, вывозить ткани. Торговля Ашшура в пределах этой зоны (с Гасуром) подтверждается и документально.
Примерно в то же время ашшурские купцы массами устремляются в Малую Азию, чтобы принять участие в тамошней торговле — сначала, вероятно, так же, как торговцы тканями, а потом, главным образом спекулируя на разнице в ценах металлов (дешевых в Малой Азии, дорогих в Месопотамии).
Хотя большинство многочисленных документов малоазийских торговцев XX—XIX вв. до н. э. посвящено внутренним вопросам торговли в Малой Азии и отчасти в Ашшуре, Сирии и т. п., однако прослеживаются и более дальние связи (конечно, через Ашшур); среди лиц, упоминающихся в этой переписке, названы гасурцы и хаваляне. Привлекая, таким образом, в Ашшур товары, Илушума положил начало широкой посреднической международной торговле.
Согласно вавилонской хронике, Илушума был современником царя Вавилона Суму-абума.